# Antonio Peñalver Asensio
Antonio Peñalver Asensio (Alhama de Múrcia, Espanya 1968) és un atleta espanyol, ja retirat, especialista en decatló/heptatló i guanyador d'una medalla olímpica.

## Biografia
Va néixer l'1 de desembre de 1968 a la ciutat d'Alhama de Múrcia, població situada a la Regió de Múrcia (Espanya).

## Carrera esportiva
Va participar, als 19 anys, en els Jocs Olímpics d'Estiu de 1988 celebrats a Seül (Corea del Sud), on va aconseguir finalitzar vint-i-tresè en la prova masculina de decatló. En els Jocs Olímpics d'Estiu de 1992 celebrats a Barcelona (Catalunya) aconseguí guanyar, contra tot pronòstic, la medalla de plata en aquesta prova amb una puntuació de 8.412 punts. En els Jocs Olímpics d'Estiu de 1996 realitzats a Atlanta (Estats Units), els seus últims Jocs, aconseguí finalitzar novè.
Al llarg de la seva carrera activa guanyà una medalla de bronze en el Campionat d'Europa d'atletisme en pista coberta en la modalitat d'heptatló.

### Marques personals
- 100 metres llisos - 10.95s (-0.4) (Atlanta, 1 d'agost de 1996)
- 400 metres llisos - 49.50s (Alhama de Múrcia, 23 de maig de 1992)
- 1500 metres llisos - 4:32.95 (Tòquio, 30 d'agost de 1991)
- 110 metres tanques - 14.09s (+2.0) (València, 27 de juny de 1992)
- Salt d'alçada - 2.12m - (Alhama de Múrcia, 23 de maig de 1992)
- Salt de perxa - 5.00m (Alhama de Múrcia, 24 de maig de 1992)
- Salt de llargada - 7.58m (+0,0) (Madrid, 21 de juliol de 1995)
- Llançament de pes - 17.32m (Llorca, 1 de juny de 1991)
- Llançament de disc - 50.66m (Tòquio, 30 d'agost de 1991)
- Llançament de javelina - 63.08m (Tòquio, 30 d'agost de 1991)
- Decatló - 8478 puntos (Alhama de Múrcia, 24 de maig de 1992)[1]